# Naprava za zaklepanje vžiga
Naprava za zaklepanje vžiga (angl. IID, ignition interlock device or BAIID, breath alcohol ignition interlock device) je posebna naprava nameščena v motornem vozilu. Od voznika zahteva, da pred samim zagonom motorja najprej piha v ustnik, ki je nameščen na napravi. V kolikor naprava zazna, da je rezultat analizirane koncentracije alkohola v izdihanem zraku večji od vnaprej nastavljene koncentracije alkohola v krvi (sprejemljive meje se razlikujejo med državami), potem naprava onemogoči zagon motorja. Zaklepna naprava je nameščena v vozilu neposredno ob voznikovem sedežu in je neposredno povezana s sistemom za vžig motorja.
Naprava deluje tako, da blokada vžiga prekine signal od vžiga do zaganjalnika. Zagon motorja je mogoče šele, ko voznik zagotovi ustrezen vzorec izdihanega zraka in tako izpolni zahtevane smernice glede dovoljene ravni alkohola. V trenutku, ko je koncentracija alkohola ustrezna oz. ustrezen vzorec izdihanega zraka, se lahko motor vozila zažene. Za sam zagon vozila pa ni potreben vzorec izdihanega zraka, če motor že nekaj časa deluje, kot je to v primeru, ko je potreben hiter ponovni zagon motorja, npr. se ugasne motor ob nespretnem speljevanju vozila. V naključno izbranem času med samo vožnjo, torej po zagonu motorja, pa bo naprava za zaklepanje vžiga (angl. IID) vseeno zahtevala še en vzorec izdihanega zraka, ki ga imenujemo kotalni preizkus. Namen ponovnega preizkušanja je preprečiti zlorabo, da bi tretja oseba, ki ni voznik, nadomestila vzorec izdihanega zraka. V kolikor se ne zagotovi ponovnega vzorca izdihanega zraka, ali pa vzorec presega predhodno nastavljeno raven alkohola v krvi, bo naprava zabeležila ta dogodek, opozorila voznika in nato sprožila alarm v skladu z državnimi predpisi (npr. utripajoče luči, hupanje), dokler se kontakt motorja ne izklopi ali dokler ni zagotovljen ustrezen vzorec čistega vzorca izdihanega zraka. Pogosta napačna predpostavka je, da bo naprava za zaklepanje vžiga preprosto ugasnila motor, če bo zaznala alkohol. To se nikoli ne zgodi, saj bi to lahko povzročilo nevarne vozne razmere in povzročilo veliko odškodninsko odgovornost proizvajalcu tovrstnih naprav. Iz tega razloga naprave za zaklepanje vžiga nimajo funkcije samodejnega izklopa motorja.